# Alfred Liczbański
Alfred Liczbański (ur. 1 kwietnia 1900 w Niepruszewie, zm. 1 sierpnia 1978 w Dukli) – polski nauczyciel, działacz społeczny i narodowy na Śląsku Opolskim, żołnierz, uczestnik I i II wojny światowej, powstaniec wielkopolski, członek francuskiego ruchu oporu.

## Życiorys

### Wczesne życie
Po ukończeniu szkoły podstawowej w rodzinnej miejscowości i szkoły średniej podjął naukę w Seminarium Nauczycielskim w Rogoźnie. Tamże złożył egzamin maturalny. W czasie I wojny światowej został powołany do Armii Cesarstwa Niemieckiego, z której zdezerterował i wstąpił do polskich oddziałów walczących w powstaniu wielkopolskim. W 1927 ożenił się z Zofią Wachowiak. W latach 1927–1928 odbył studia w Szkole Podchorążych Rezerwy Piechoty nr 7 w Śremie.

### Szkoła w Grabinie
W 1931 Ministerstwo Wyznań Religijnych i Oświecenia Publicznego skierowało go do pracy w polskiej szkole Jana Augustyna w Grabinie koło Prudnika. Liczbański został kierownikiem i nauczycielem szkoły. Pod jego kierownictwem, szkoła wzmogła działalność. Prowadzono liczne zajęcia pozalekcyjne, jak np.: chór, sport, obchody rocznic, konkursy czytelnicze. Liczbański otrzymał misję kanoniczną, czyli zezwolenie na prowadzenie nauki katechizmu. Zorganizował kurs języka polskiego w Radostyni, męską i żeńską drużynę harcerską, towarzystwo śpiewu „Ufajcie” oraz młodzieżowe koło przy Związku Polaków w Niemczech. Współpracował z księdzem Karolem Koziołkiem.
Przez jego aktywną działalność narodową, był on szykanowany przez miejscową władzę. W marcu 1933 został pobity przez bojówkarzy SA, a jego mieszkanie zostało zdemolowane. Wracając z Opola zatrzymał się z Janem Szrejberem w kawiarni w Białej i obaj zostali pobici. Grożono mu zabójstwem. Zwrócił się do starosty w Prudniku o zezwolenie na noszenie broni palnej dla samoobrony. Starosta odmówił, nadmieniając, że nie są mu znane okoliczności, które zagrażałyby życiu Liczbańskiego. W 1934 wytoczono mu proces za obrazę Adolfa Hitlera (zarzucono mu, że w miejscowej karczmie namalował Hitlera z oślimi uszami). Sąd Okręgowy w Nysie oskarżył go o zdradę stanu. Władze niemieckie nakazały mu opuścić III Rzeszę. Jego stanowisko w Grabinie przejął Franciszek Michałowski.

### II wojna światowa
Powrócił do Wielkopolski. W 1939 został powołany do Wojska Polskiego i walczył w obronie Warszawy. Hitlerowcy wydali na niego wyrok śmierci. Poszukiwany przez Gestapo, po upadku Warszawy przedostał się do Francji, gdzie wstąpił do armii Władysława Sikorskiego. Po klęsce Francji schronił się w Lourdes, gdzie zaprzyjaźnił się z kardynałem Augustem Hlondem. Grał na organach w bazylice Niepokalanego Poczęcia Najświętszej Maryi Panny w Lourdes, zorganizował tamże polski chór. Wciąż poszukiwany przez Gestapo, zbiegł do Hiszpanii. Został aresztowany przez Hiszpanów i zamknięty w więzieniu koło Barcelony, a następnie zmuszono go do powrotu do Francji przez Pireneje. Po powrocie do Francji zachorował na malarię. Wyzdrowiawszy, został komendantem podziemnej Polskiej Organizacji Walki o Niepodległość w departamentach Górna Loara i Ardèche. Po wyzwoleniu Francji, został zaproszony do Charles’a de Gaulle’a, który podziękował mu za walkę z okupantem. Służbę zakończył w randze porucznika. Za udział w wyzwoleniu Paryża otrzymał od de Gaulle’a osobiste podziękowanie na piśmie. Na odwrocie swojego portretu de Gaulle napisał: „Memu przyjacielowi Liczbańskiemu – Charles de Gaulle”. Polski rząd na uchodźstwie nadał mu Krzyż Walecznych.

### Powrót na ziemię prudnicką
W 1948 powrócił do Wielkopolski i rozpoczął pracę w szkolnictwie w powiecie jarocińskim. W latach 60. XX wieku napisał podanie o przeniesienie do pracy w szkolnictwie w powiecie prudnickim. Nie zabiegał o stanowisko w szkole w Grabinie, ponieważ miała ona wtedy pełną obsadę pedagogiczną. Władze wyraziły zgodę, proponując mu pracę w szkole podstawowej w Wasiłowicach. Liczbański zamieszkał w Wasiłowicach, oprócz pracy w szkole zajmował się pszczelarstwem i sadownictwem. W 1969 przeszedł na emeryturę. Według niektórych publikacji opisujących postać Liczbańskiego, miał on być prześladowany przez służby PRL-u, natomiast według artykułu Jana Tomaszewskiego w „Tygodniku Prudnickim”, nauczyciele utrzymujący kontakt z Liczbańskim nie słyszeli od niego, by był on prześladowany. Faktem jest, że ówczesne władze nie popularyzowały zasług oświatowych i patriotycznych Liczbańskiego, ani też nie zapraszały go na uroczystości oświatowe.
W 1971 wraz ze swoją drugą żoną Marią z domu Bajewicz przeprowadził się z Wasiłowic do Dukli. Zmarł tamże 1 sierpnia 1978. Został pochowany na w alei zasłużonych cmentarza komunalnego w Opolu-Półwsi. Uroczystość pogrzebową prowadził pochodzący z Prudnika Zygmunt Nabzdyk.

## Upamiętnienie

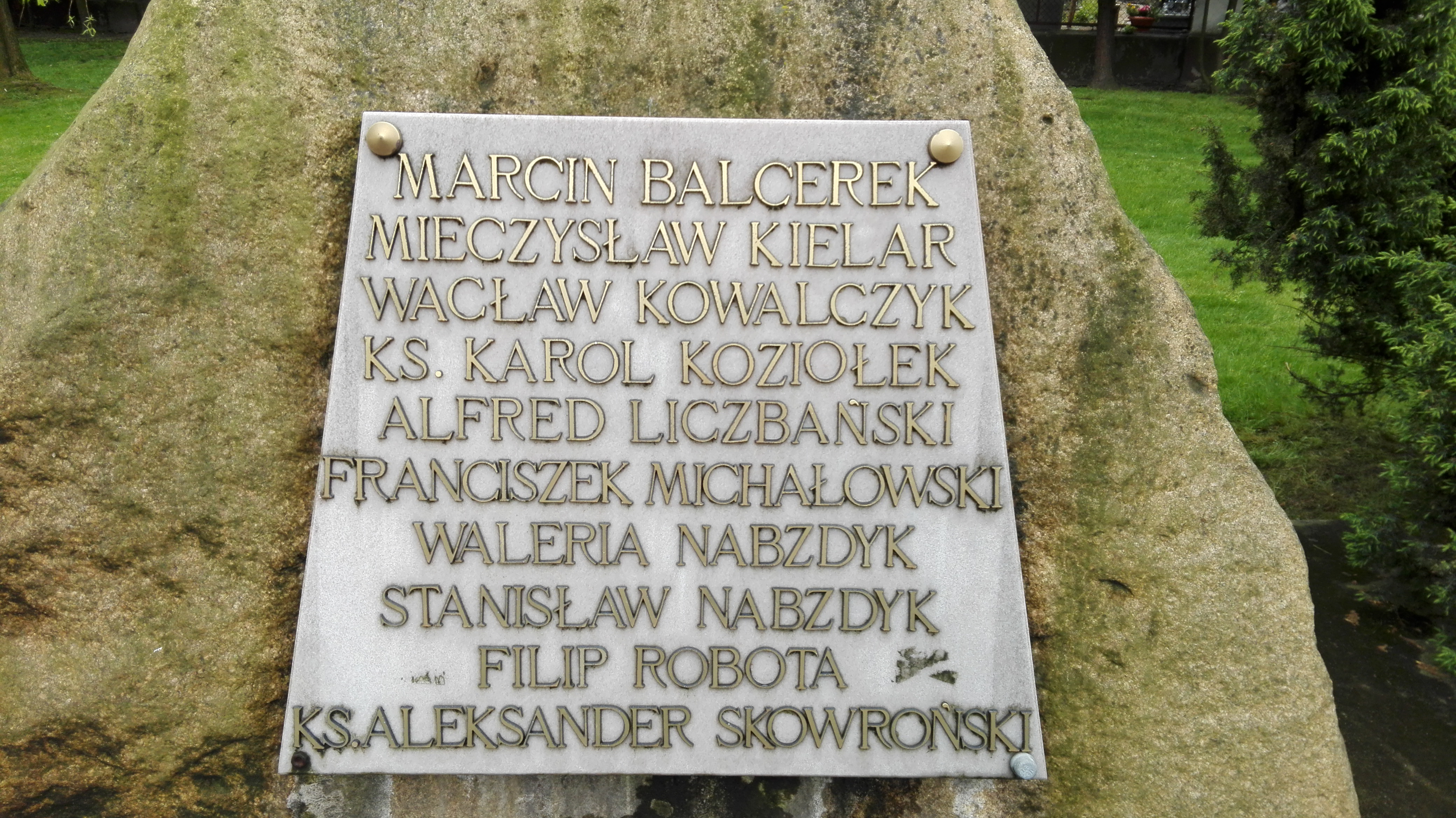
Głaz upamiętniający nauczycieli walczących o polskość Ziemi Prudnickiej

Alfred Liczbański jest wpisany na tablicę na Głazie upamiętniającym nauczycieli walczących o polskość Ziemi Prudnickiej w Prudniku. Jego nazwiskiem nazwano jedną z ulic w Białej.